# 로드 FC 주요 선수 목록
로드 FC에는 많은 대한민국 선수들이 활동하고 있으며 일본, 브라질, 중국, 미국 등 다양한 국적의 국외 선수들이 활동하고 있다. 또한 글로벌화를 시작한 2015년부터는 UFC, 벨라토르 MMA 등 유명 단체 출신 선수들과의 계약도 속속 체결하고 있다.

## 챔피언

### 현 챔피언
- 마이티 모 (무제한급 초대 챔피언)
- 차정환 (미들급 4대 챔피언)
- 최영 (미들급 잠정 챔피언)
- 권아솔 (라이트급 2대 챔피언)
- 최무겸 (페더급 초대 챔피언)
- 송민종 (플라이급 2대 챔피언)
- 함서희 (여성 아톰급 초대 챔피언)

로드 FC 현 챔피언
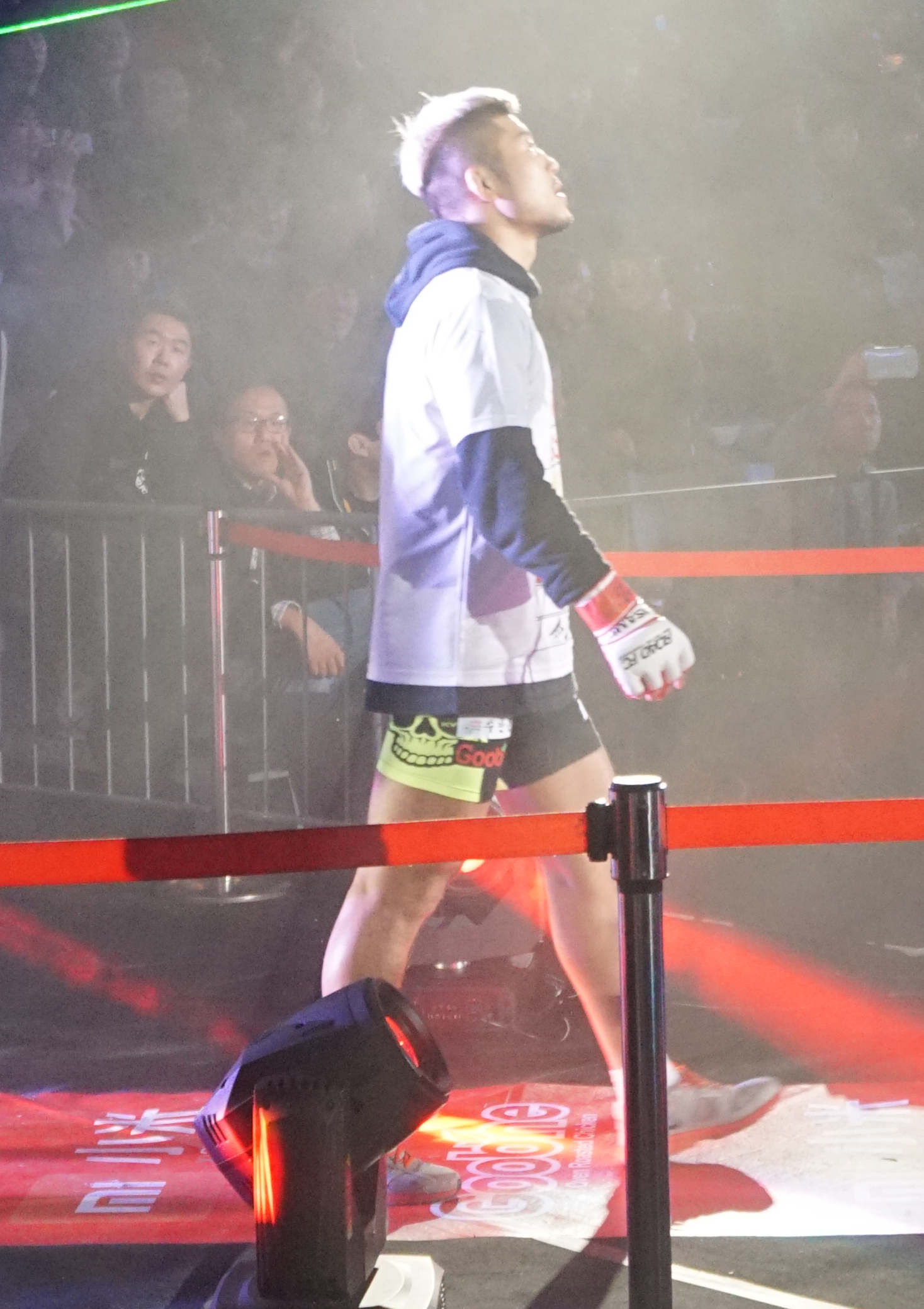
로드 FC 라이트급 권아솔
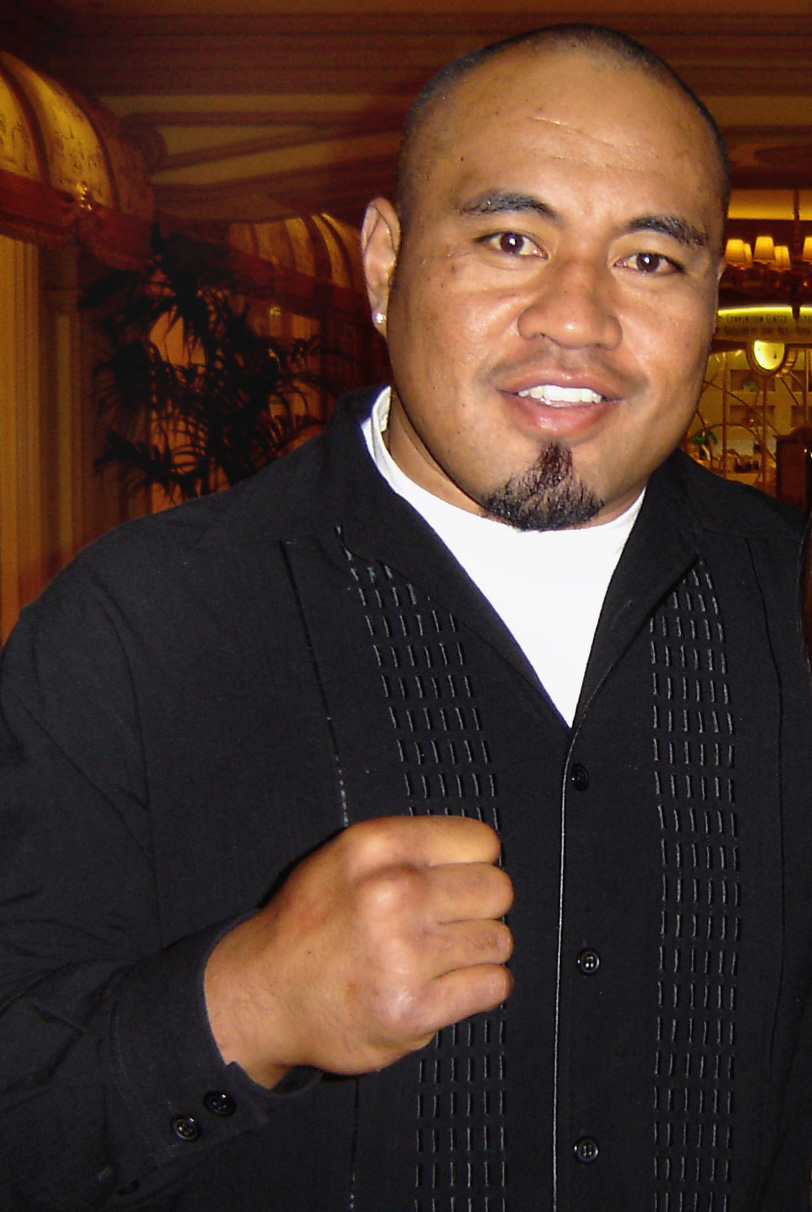
로드 FC 무제한급 마이티 모

### 전 챔피언
- 후쿠다 리키 (미들급 3대 챔피언)
- 이은수 (미들급 2대 챔피언)
- 오야마 슌고 (미들급 초대 챔피언)
- 남의철 (라이트급 초대 챔피언)
- 김수철 (밴텀급 4대 챔피언)
- 이윤준 (밴텀급 3대 챔피언)
- 이길우 (밴텀급 2대 챔피언)
- 강경호 (밴텀급 초대 챔피언)
- 조남진 (플라이급 초대 챔피언)

로드 FC 전 챔피언
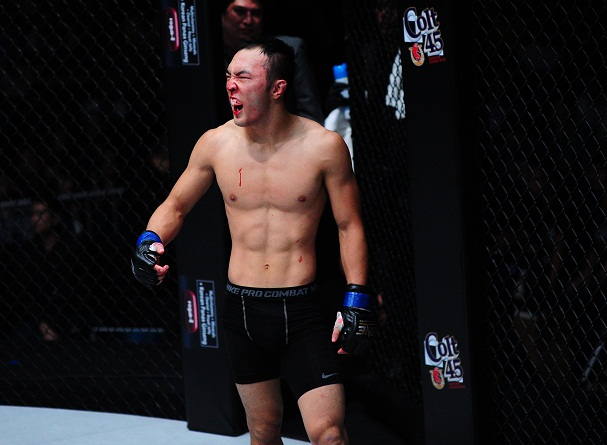
로드 FC 밴텀급 김수철
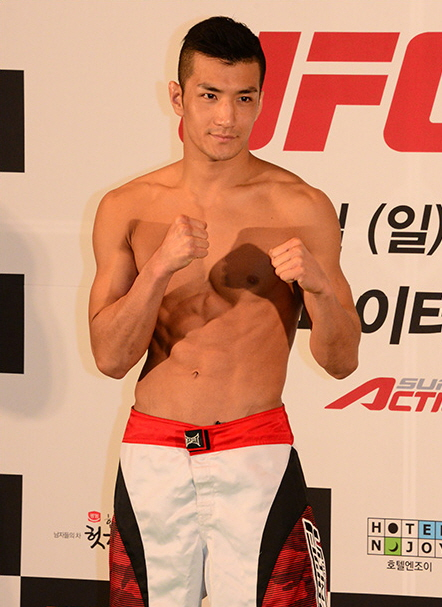
로드 FC 밴텀급 강경호

## 한국인 선수
남자 선수
| - 강동국 - 권배용 - 기원빈 - 김내철 - 김대성 - 김민우 | - 김석모 - 김승연 - 김원기 - 김창현 - 김훈 - 김형수 | - 길영복 - 라인재 - 문제훈 - 박대성 - 박정교 - 박형근 | - 방태현 - 손혜석 - 육진수 - 윤동식 - 윤철 - 이광희 | - 이둘희 - 이형석 - 위승배 - 전어진 - 정두제 - 장대영 | - 차인호 - 최무배 - 최홍만 |

로드 FC 주요 선수 - 한국 남자 선수
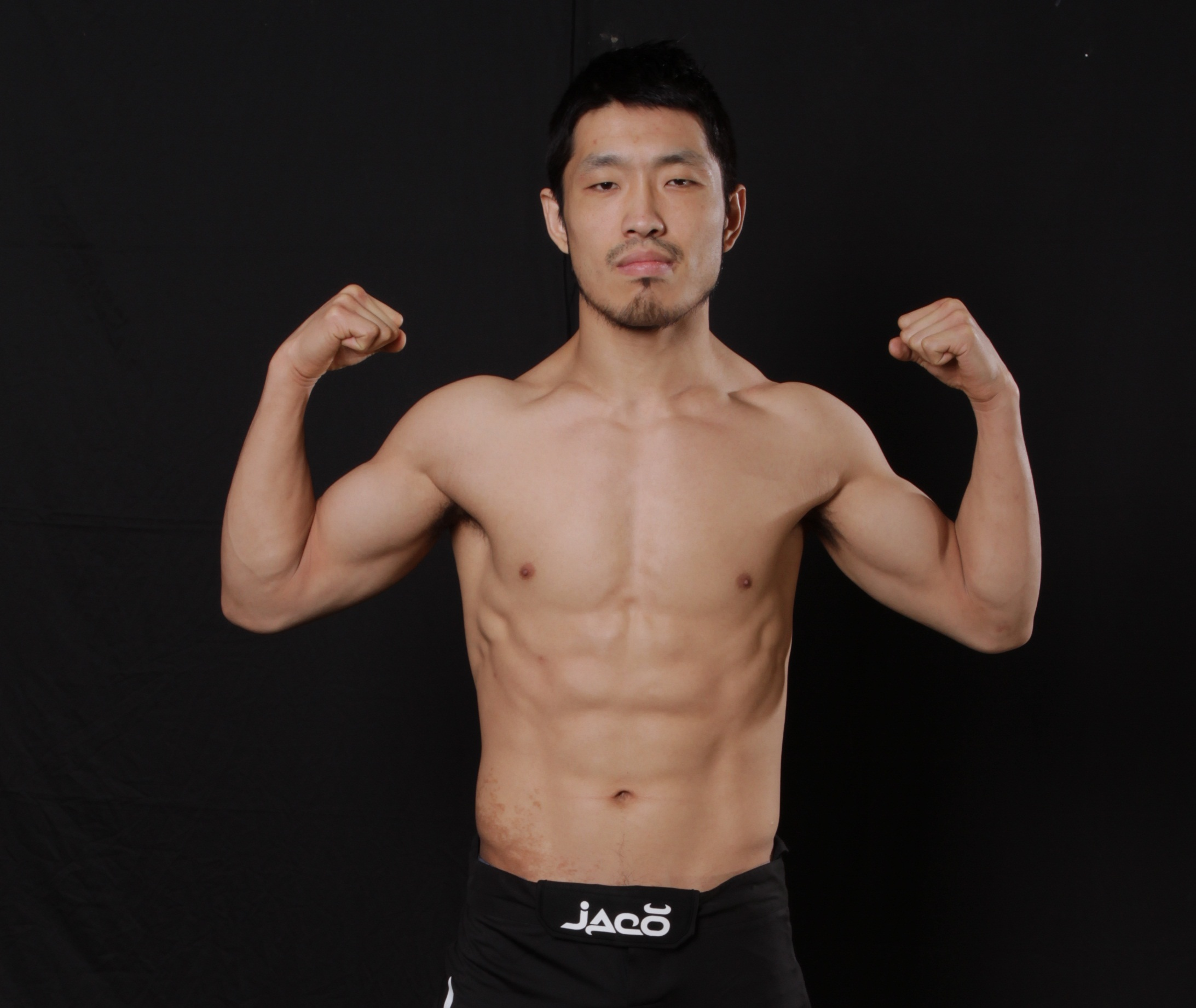
로드 FC 밴텀급 권배용
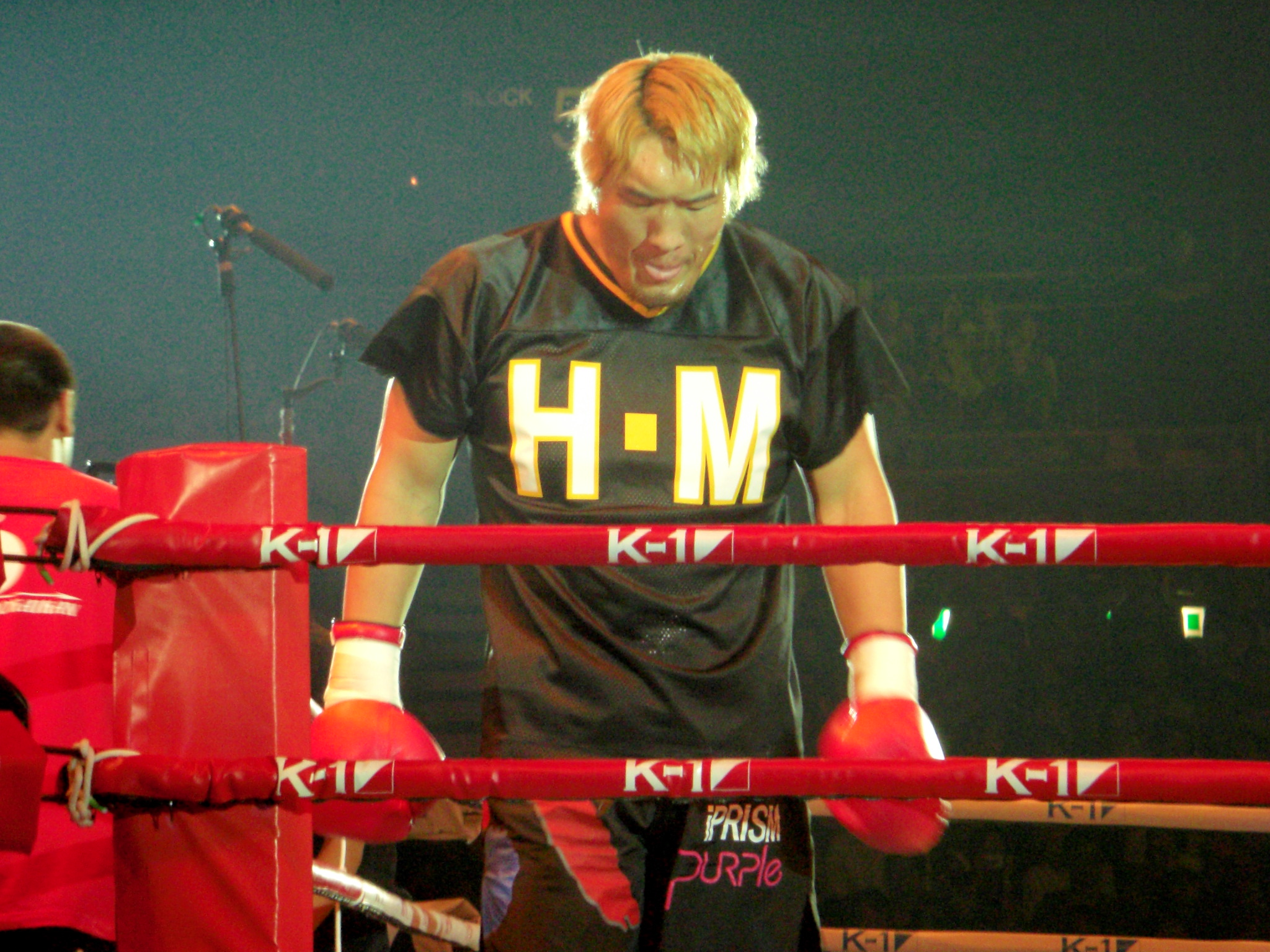
로드 FC 무제한급 최홍만

여자 선수
| - 강진희 - 김지연 - 김해인 - 박정은 - 심유리 | - 송효경 - 이예지 - 임소희 - 천선유 - 홍윤하 |

## 일본인 선수
남자 선수
| - 가와구치 유스케 - 가와무라 료 - 구메 다카스케 - 구와바라 기요시 - 나카하라 다이요 - 네즈 유타 | - 다나카 다이사쿠 - 다무라 이세이 - 다카세 다이쥬 - 마스다 유스케 - 미노와맨 - 사사키 신지 | - 시모이시 고타 - 시토 쇼코 - 아사쿠라 미쿠루 - 아사쿠라 가이 - 안도 코지 - 오미가와 미치히로 | - 우메다 고스케 - 우에사코 히로토 - 후지타 가즈유키 |

로드 FC 주요 선수 - 일본 남자 선수
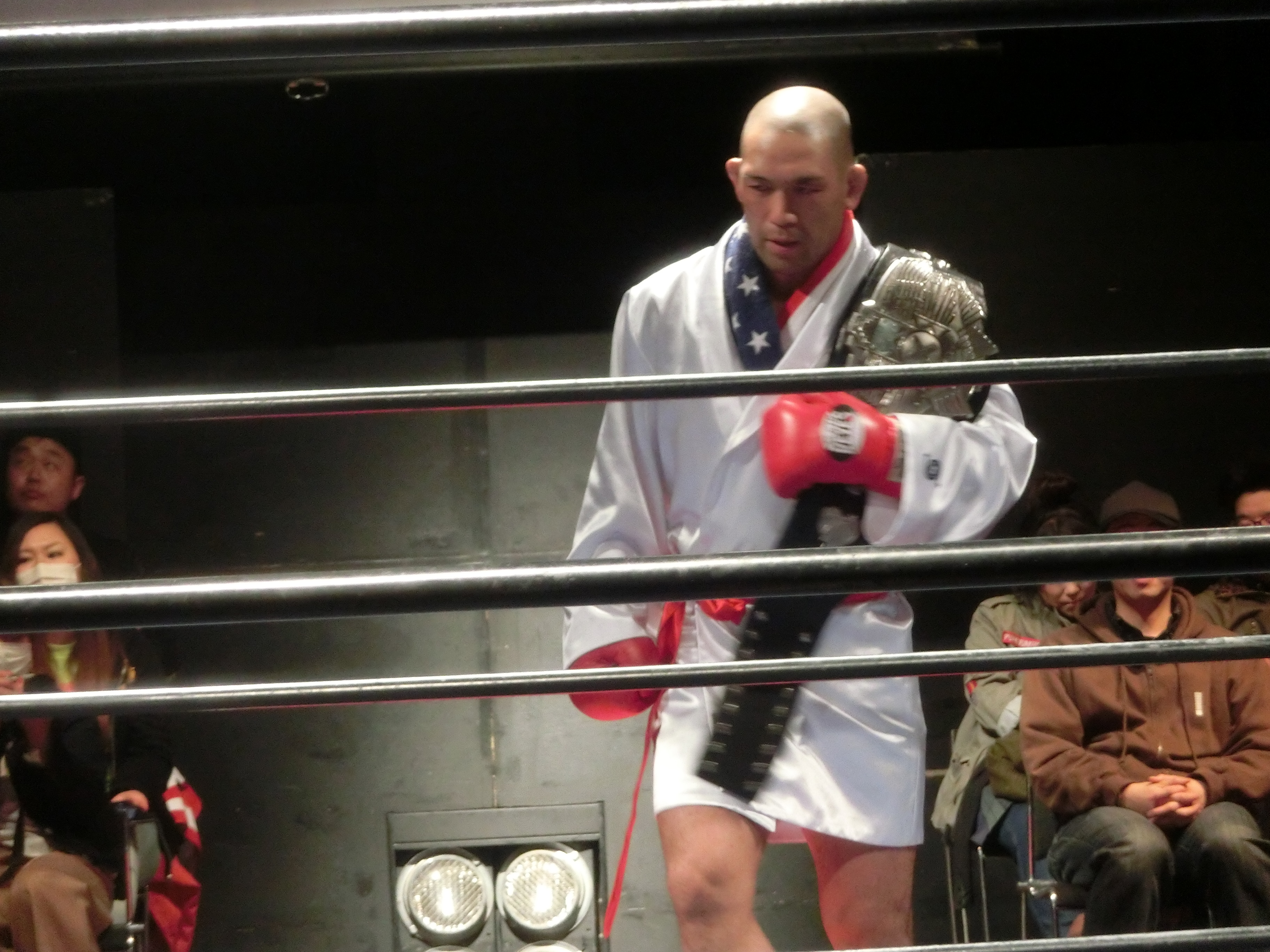
로드 FC 미들급 가와무라 료

여자 선수
| - 구로베 미나 - 노리 데이트 - 다카노 사토미 - 도미마츠 에미 - 라이카 에미코 | - 마에사와 도모 - 시나시 사토코 - 하나 데이트 - 하시 다카요 - 히라노 요시코 | - 후지노 에미 |

로드 FC 주요 선수 - 일본 여자 선수
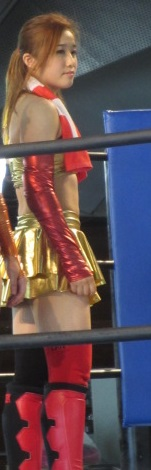
로드 FC 여성부 플라이급 노리 데이트
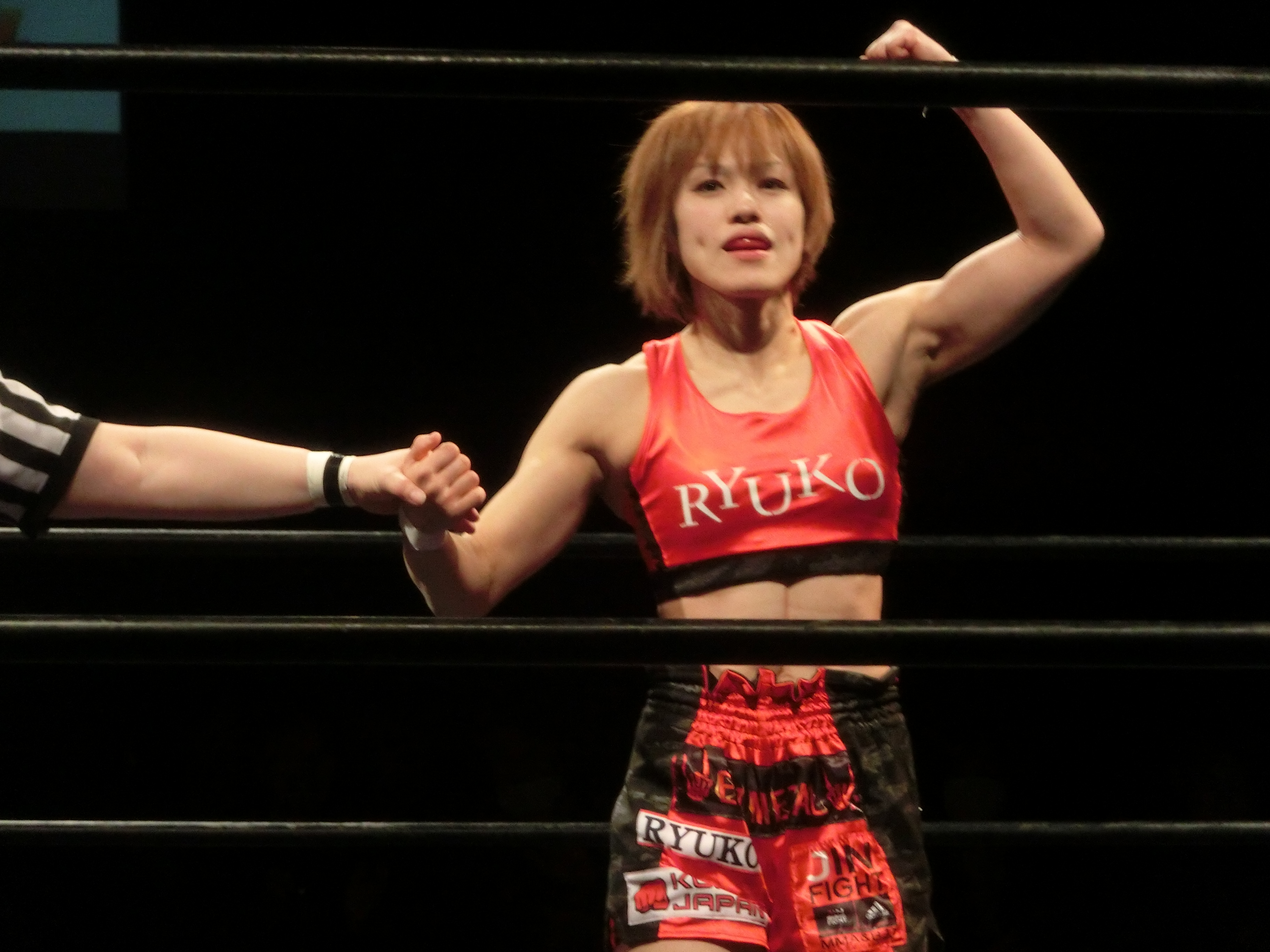
로드 FC 여성부 스트로급 도미마츠 에미
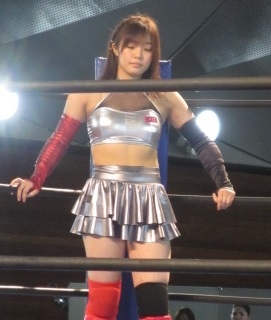
로드 FC 여성부 아톰급 하나 데이트
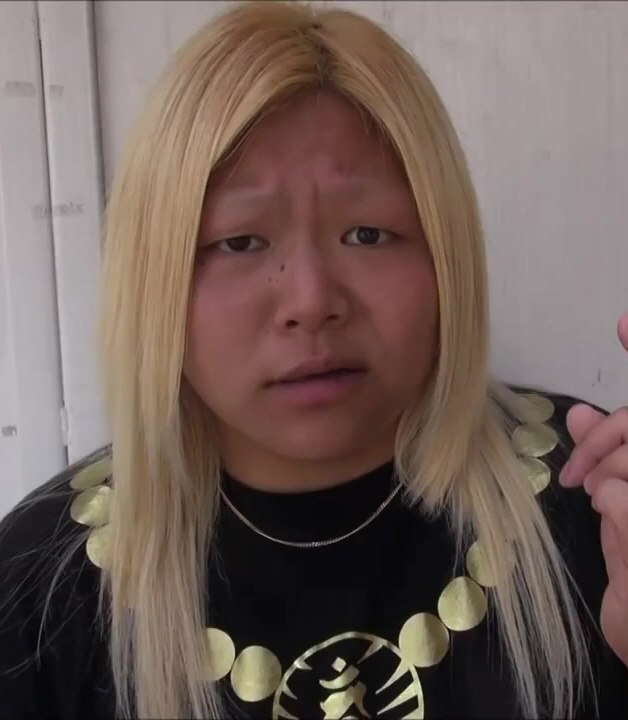
로드 FC 여성부 무제한급 요시코 히라노
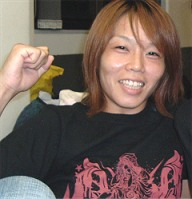
로드 FC 여성부 밴텀급 하시 다카요

## 중국 선수
남자 선수
| - 바오인창 - 아오르꺼러 - 양펑 - 알라텅헤이리 - 장리펑 | - 주마비에커 투얼쉰 - 허난난 |

여자 선수
- 옌샤오난

## 미국 선수
남자 선수
| - 레오 쿤츠 - 마커스 브리매지 - 밥 샙 - 앤디 메인 - 제이크 휸 | - 제프 몬슨 - 조지 루프 - 크리스 바넷 |

로드 FC 주요 선수 - 미국 남자 선수
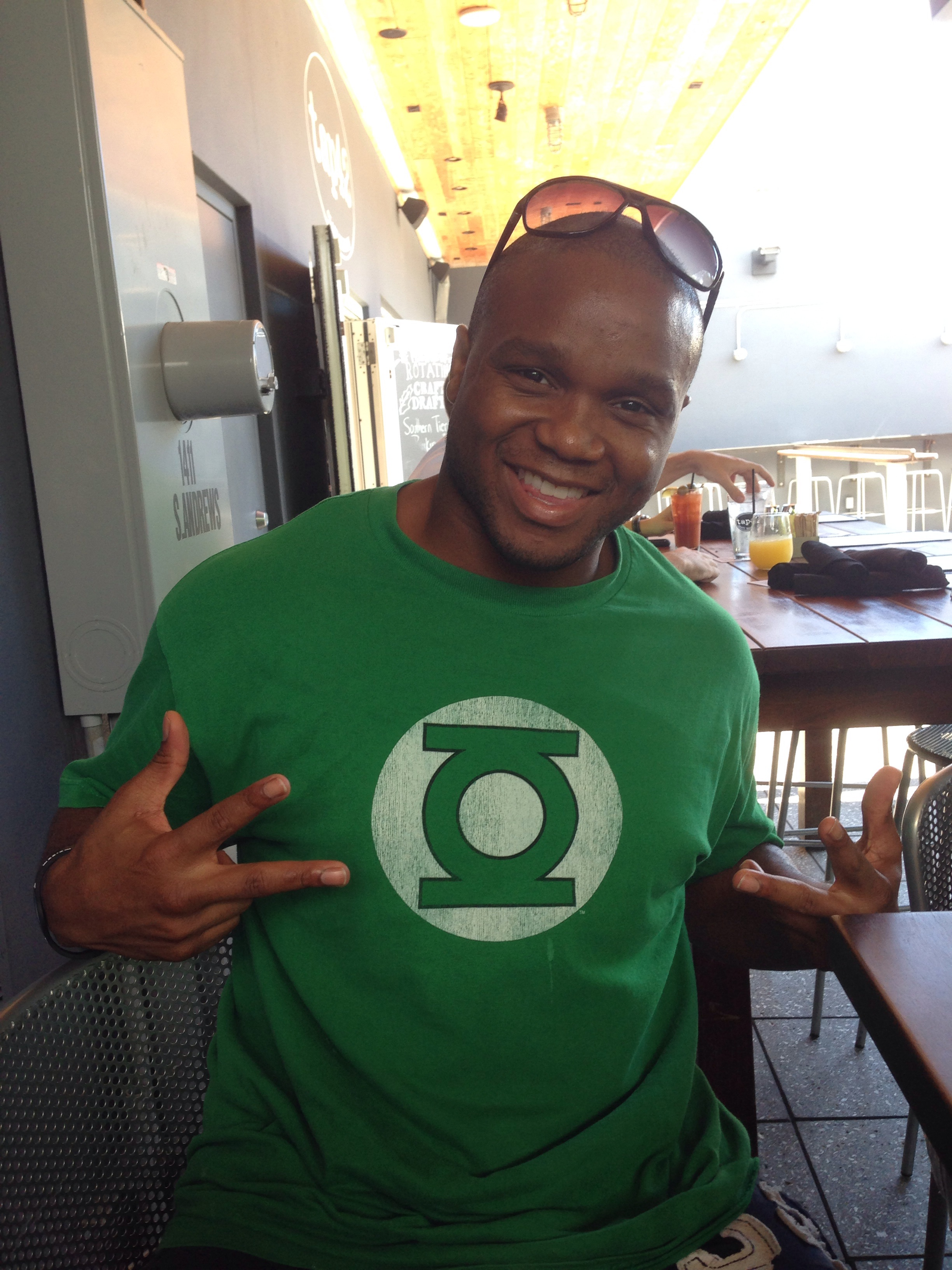
로드 FC 밴텀급 마커스 브리매지
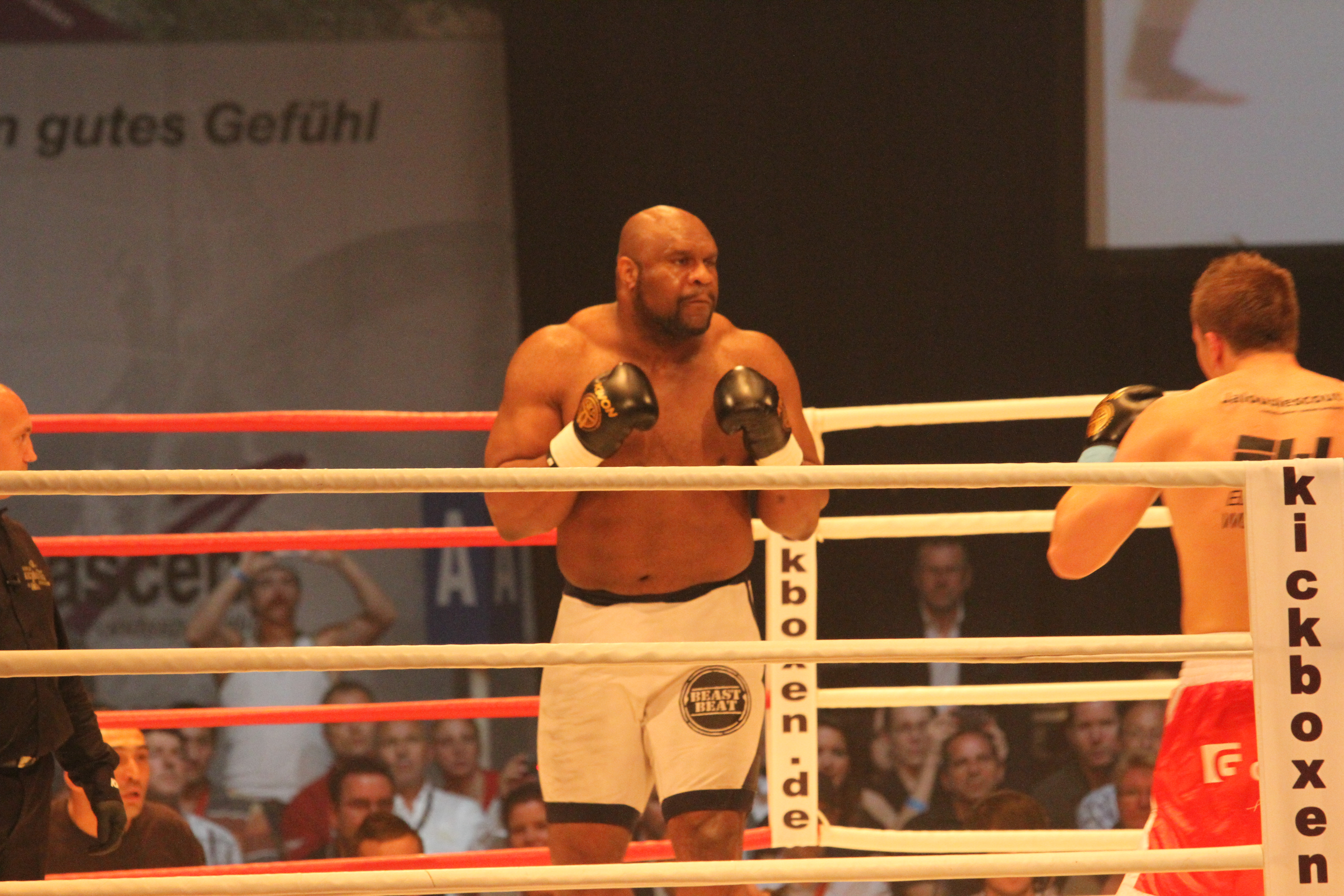
로드 FC 무제한급 밥 샙
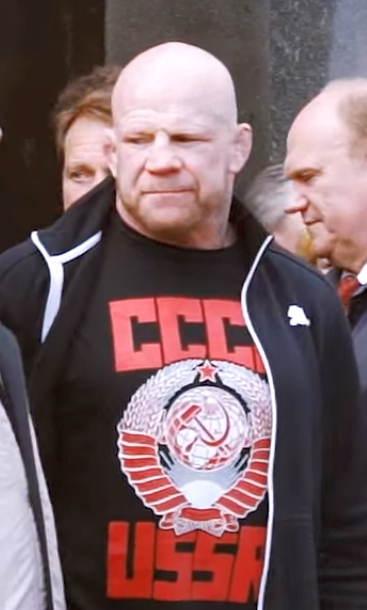
로드 FC 무제한급 제프 몬슨

여자 선수
- 시노 밴후스
- 진 유 프레이

## 브라질 선수
남자 선수
| - 루이스 라모스 - 마르코스 비나 - 말론 산드로 - 브루노 미란다 - 앤드루스 나카하라 | - 카를로스 도요타 - 토니뉴 퓨리아 - 톰 산토스 - 호니스 토레스 - 호드리고 카포랄 | - 호안 카네이로 |

여자 선수
- 알리니 사텔마에르

## 러시아 선수
남자 선수
- 샤밀 자프로프
- 아르만 사르키안
- 알렉산더 메레츠코
- 엘누르 아가에프

여자 선수
- 나탈리아 데니소바

## 그 외 나라 선수
남자 선수
| - 구켄쿠 아마르투브신 - 난딘에르덴 - 데니스 강 - 라파엘 피지에프 - 레드 로메로 | - 만수르 바르나위 - 라모 티에리 소쿠주 - 뷰실 콜로사 - 무랏 카잔 - 멜빈 마누프 | - 요아킴 한센 |

로드 FC 주요 선수 - 그 외 나라 남자 선수
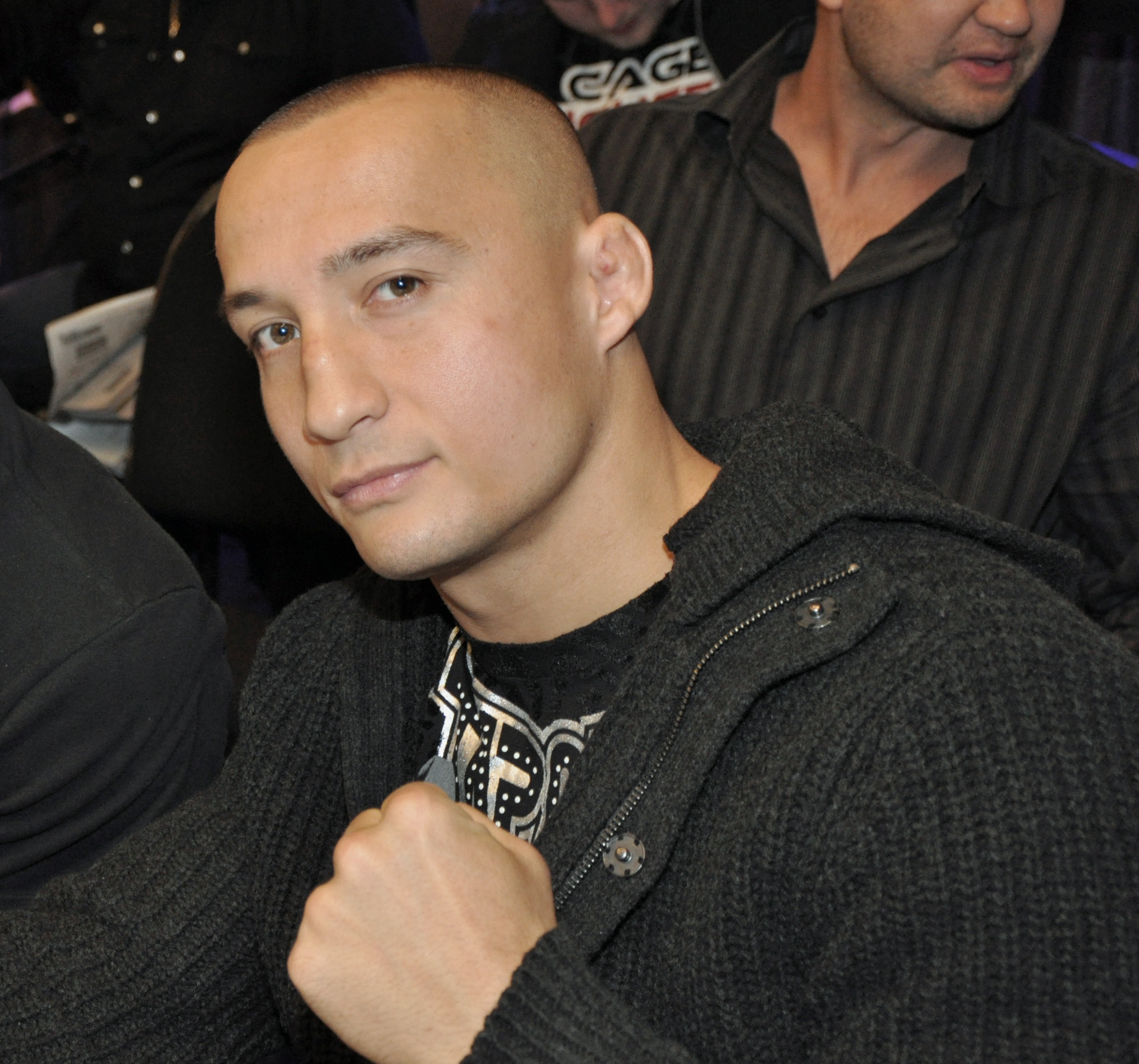
로드 FC 미들급 데니스 강
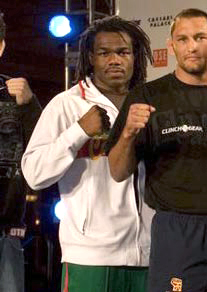
로드 FC 라이트헤비급 라모우 티에리 소쿠주
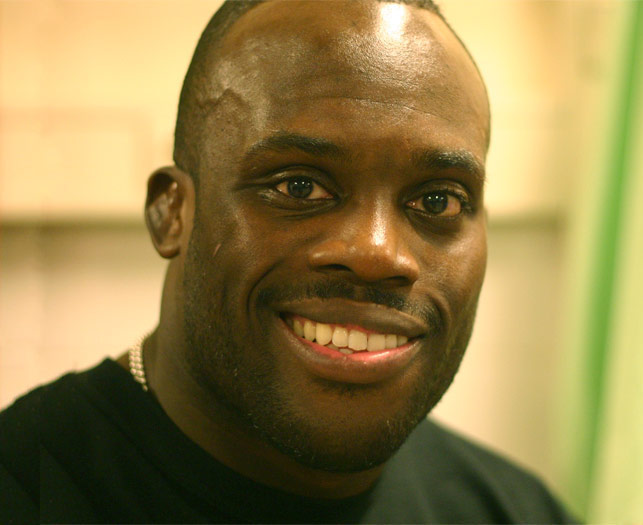
로드 FC 미들급 멜빈 마누프
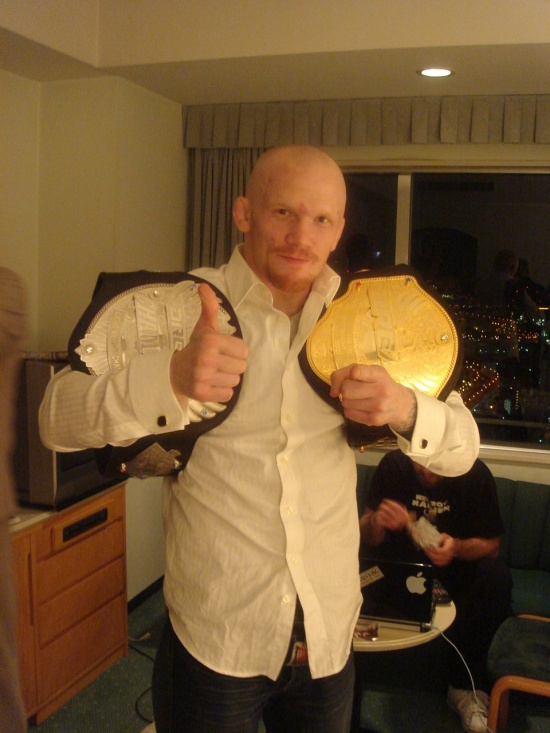
로드 FC 페더급 요아킴 한센

여자 선수
- 셀리나 하가
- 알료나 래소하이나
- 하디시 오즈얼트

## 같이 보기
- 로드 FC 챔피언 목록
- 로드 FC 대회 목록
- 현 로드 FC 선수 목록
- 로드 FC 기록 목록
- 로드 FC 어워즈